# Johann Joseph von Wrtby

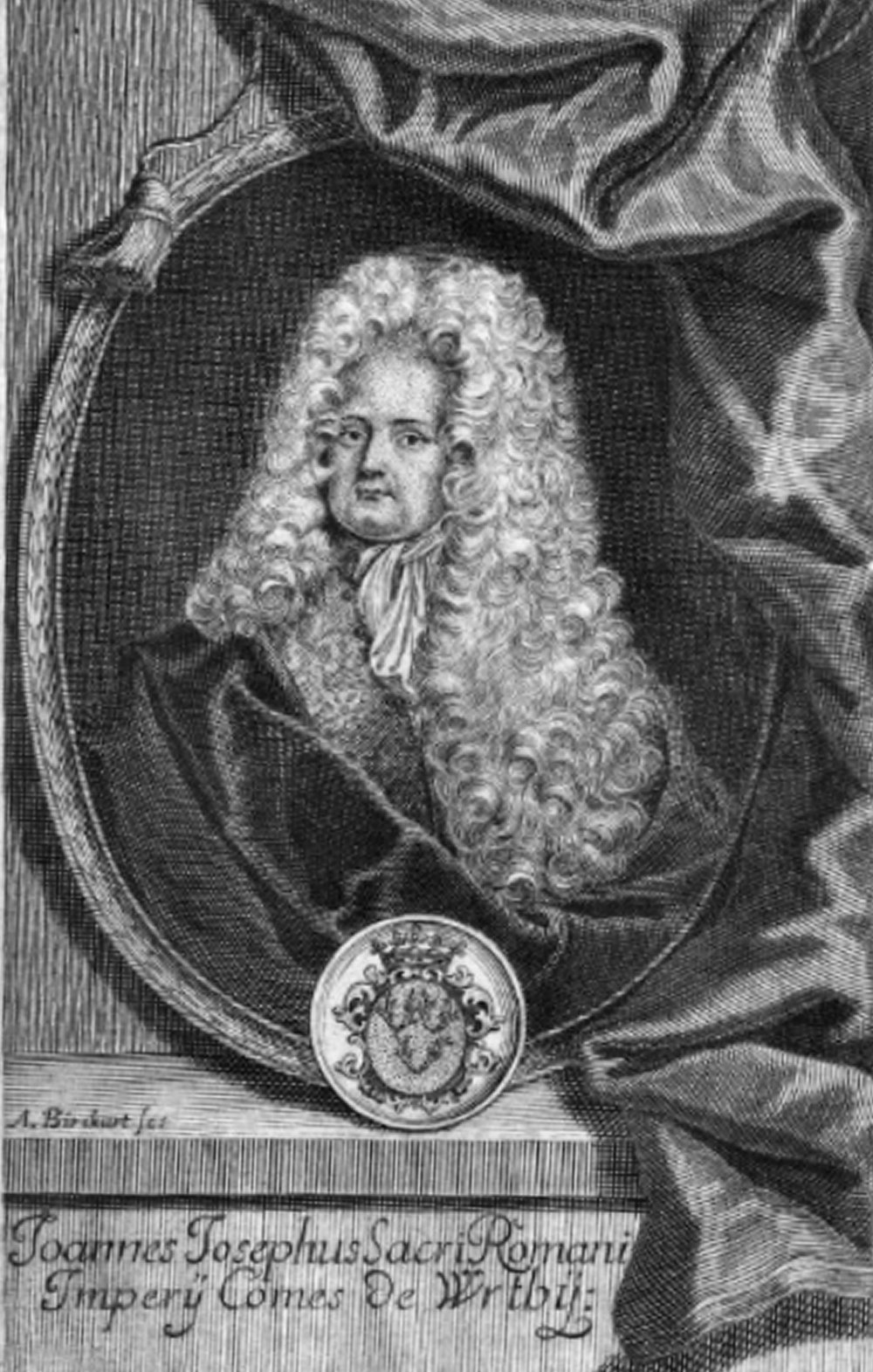
Johann Joseph von Wrtby (1669–1734)

Der Graf Johann Joseph von Wrtby (* 1669; † 14. August 1734) war einer der Beisitzer des großen böhmischen Landrechts. Im Laufe seiner Karriere bekleidete er verschiedene höchste Ämter in Böhmen.
Er war der Enkel des Sezima von Wrtby (1578–1648), der vom Kaiser für seine Verdienste zum Graf ernannt wurde. Wrtby war 1705 Oberappellations-Präsident und königlicher Statthalter von Böhmen und wurde 1712 Oberstburggraf. Für seine treuen Dienste erhielt er am 23. November 1721 den Orden vom Goldenen Vließ. Außerdem wurden ihm und der Familie Wrtby im Juni 1723 erblich das Erb-Schatzmeisteramt in Böhmen verliehen. Im Jahr 1731 errichtete er in Leschtien (Lštění im Okres Benešov) eine Kirche.
Er war mit der Gräfin Maria Susanna von Heißenstein († 11. Februar 1715) verheiratet. Die Ehe blieb kinderlos.
Er ließ den noch heute existierenden Vrtba-Garten anlegen und traf den Komponisten Antonio Vivaldi vermutlich bei dessen Aufenthalt in Prag 1730 bis 1731. Dieser komponierte zwei Lauten-Trios und ein Lauten-Konzert (concerto RV93) für den Grafen, der ein begeisterter Lautenspieler war.